# أوزر أوزديمير
أوزر أوزديمير (بالفرنسية: Özer Özdemir) هو لاعب كرة قدم فرنسي في مركز ظهير ‏، ولد في 5 فبراير 1998 في مونتيفيلييه ‏ في فرنسا. لعب مع نادي لوهافر.

## وصلات خارجية
- أوزر أوزديمير على موقع الاتحاد الأوربي (الإنجليزية)
- أوزر أوزديمير على موقع اتحاد تركيا (لاعب) (الإنجليزية)
- أوزر أوزديمير على موقع رابطة كرة القدم الفرنسية للمحترفين (الإنجليزية)
- أوزر أوزديمير على موقع قاعدة بيانات كرة القدم.إي يو (الإنجليزية)
- أوزر أوزديمير على موقع ليكيب (الفرنسية)
- أوزر أوزديمير على موقع Soccerway.com (الإنجليزية)
- أوزر أوزديمير على موقع عالم كرة القدم.نت (الإنجليزية)